# 7e étape du Tour de France 2022
Pour un article plus général, voir Tour de France 2022.
La 7e étape du Tour de France 2022 se déroule le vendredi 8 juillet 2022 entre Tomblaine et la Super Planche des Belles Filles, sur une distance de 176,3 kilomètres.

## Parcours
En périphérie de Nancy et séparée de celle-ci par la Meurthe, Tomblaine est ville-départ pour la troisième fois en dix ans (après 2012 et 2014). L'étape met le cap au sud-est, d'abord vers Lunéville, la capitale ducale de Lorraine au XVIIIe siècle, le Versailles lorrain. L'entrée dans le département des Vosges s'effectue peu avant Rambervillers, où la route s'élève progressivement vers les ballons vosgiens pour atteindre Gérardmer et son lac (sprint intermédiaire, km 101,2), au pied de la première difficulté du jour, le col de Grosse Pierre (3,1 km à 6,4 %, 3e catégorie). Non répertorié, le col du Ménil précède le col des Croix (3,2 km à 6,3 %, 3e catégorie) qui ouvre la porte de la Haute-Saône. Depuis Fresse, le col de la Chevestraye (non répertorié) introduit le final de l'étape, avant de basculer dans la vallée du Rahin et la montée finale vers la super Planche des Belles Filles (7 km à 8,7 %, 1re catégorie), arbitre des 176,3 km de course. En l'espace de dix ans, cette dernière est devenue une ascension référence dans l'histoire du Tour de France. D'ailleurs, cette étape est un clin d'œil à celle de 2012, lorsque l'ascension a été empruntée pour la première fois. Comme en 2019, l'ascension est prolongée d'un kilomètre sur un chemin non goudronné, dit en gravel, en impasse, avec une pente maximale à 24 %.

## Déroulement de la course
L'échappée peine à se former. De nombreux coureurs tentent de s'extirper du peloton, à tour de rôle. Finalement, elle se constitue, entre Gerbéviller et Rambervillers : l'Allemand Simon Geschke (Cofidis) est rejoint par le double champion du monde du contre-la-montre en titre italien Filippo Ganna (INEOS Grenadiers). Un groupe de dix coureurs fait la jonction avec le duo de tête : les deux Allemands de la Bora-Hansgrohe, Lennard Kämna et Maximilian Schachmann, l'Australien Luke Durbridge (BikeExchange Jayco), le Belge Dylan Teuns (Bahrain Victorious), les deux Danois Kasper Asgreen (Quick-Step Alpha Vinyl) et Mads Pedersen (Trek-Segafredo), l'Espagnol Imanol Erviti (Movistar), le Français Cyril Barthe (B&B Hotels p/b KTM), l'Italien Giulio Ciccone (Trek-Segafredo) et le Norvégien Vegard Stake Laengen (UAE Emirates).
Au sprint intermédiaire de Gérardmer (km 101,2), situé devant l'Hôtel les Sapins, Pedersen devance Geschke, avec une minute et quarante-cinq secondes d'avance sur le peloton, dans lequel le maillot vert belge Wout van Aert (Jumbo-Visma) précède son coéquipier français Christophe Laporte et le Néerlandais Fabio Jakobsen (Quick-Step Alpha Vinyl).
Une mauvaise entente règne dans le groupe de tête. Dans l'ascension du col de Grosse Pierre (3,1 km à 6,4 %, 3e catégorie), les meilleurs grimpeurs tentent de distancer les moins bons. Au sommet, Geschke passe en tête d'un groupe composé de Durbridge, Kämna, Schachmann et Teuns, avec deux minutes et quarante secondes d'avance sur le peloton. Barthe et Erviti parviennent à faire leur retour dans le col du Ménil (non répertorié). Au col des Croix (3,2 km à 6,3 %,  3e catégorie), Simon Geschke passe en tête devant Dylan Teuns, avec un avantage de deux minutes et quarante secondes sur le peloton.
L'ascension de la Planche des Belles Filles approche (7 km à 8,7 %, 1re catégorie). Au pied, l'échappée, qui a perdu Erviti, compte encore un avantage d'une minute et quinze secondes sur le peloton. Sur les terribles pentes qui mènent au sommet, l'échappée éclate et le peloton devient rapidement le groupe maillot jaune et approche dangereusement des hommes de tête, à moins d'une minute de retard. D'abord en tête, Geschke est repris par son compatriote Kämna, qui ouvre désormais la course. Dans le groupe maillot jaune, nombreux sont les coureurs à ne plus pouvoir suivre le rythme imprimé par l'équipe UAE Emirates du leader du classement général, le Slovène Tadej Pogačar (UAE Emirates), dans l'ordre, l'Australien Ben O'Connor (AG2R Citroën), le Colombien Daniel Martínez (INEOS Grenadiers), le Français Thibaut Pinot (Groupama-FDJ), le Russe Aleksandr Vlasov (Bora-Hansgrohe) ou encore le Kazakhstanais Alexey Lutsenko (Astana Qazaqstan). Simon Geschke est repris à trois kilomètres de l'arrivée, Lennard Kämna passe sous la flamme rouge, située au niveau de la Planche "classique", avec trente-cinq secondes d'avance. Dans le dernier kilomètre en chemin blanc, le coureur allemand de la Bora-Hansgrohe résiste tant bien que mal au groupe maillot jaune, qui n'est plus composé que d'une vingtaine de coureurs. À 200 mètres de l'arrivée, le Danois Jonas Vingegaard (Jumbo-Visma) attaque le maillot jaune Tadej Pogačar, d'abord distancé, il revient progressivement sur son concurrent direct ; tandis que Kämna est définitivement hors-jeu pour la victoire d'étape. Un vrai "mano a mano" s'organise dans les cinquante derniers mètres, avec une déclivité maximale à 24 %. Ces deux coureurs s'imposent comme les deux coureurs forts de cette 109e édition du Tour de France. Derrière, le Slovène Primož Roglič (Jumbo-Visma) coupe la ligne avec un retard de douze secondes. Malheureux du jour, Lennard Kämna termine quatrième, au côté du Britannique Geraint Thomas (INEOS Grenadiers). Le Français David Gaudu (Groupama-FDJ) finit sixième, l'Espagnol Enric Mas (Movistar) et le Français Romain Bardet (DSM) suivent à vingt-et-une secondes du vainqueur du jour.
Au niveau des différents classements, Tadej Pogačar conserve les maillots blanc et jaune, le Danois Magnus Cort Nielsen (EF Education-EasyPost) conserve son maillot à pois et Wout van Aert conforte le maillot vert. Simon Geschke est récompensé du prix de la combativité. L'équipe INEOS Grenadiers reste en tête du classement par équipes.

## Résultats

### Classement de l'étape
| Classement de la 7e étape | Classement de la 7e étape | Classement de la 7e étape | Classement de la 7e étape | Classement de la 7e étape |
|                           | Coureur                   | Pays                      | Équipe                    | Temps                     |
| ------------------------- | ------------------------- | ------------------------- | ------------------------- | ------------------------- |
| 1er                       | Tadej Pogačar             | Slovénie                  | UAE Team Emirates         | en 3 h 58 min 40 s        |
| 2e                        | Jonas Vingegaard          | Danemark                  | Jumbo-Visma               | + 0 s                     |
| 3e                        | Primož Roglič             | Slovénie                  | Jumbo-Visma               | + 12 s                    |
| 4e                        | Lennard Kämna             | Allemagne                 | Bora-Hansgrohe            | + 14 s                    |
| 5e                        | Geraint Thomas            | Grande-Bretagne           | Ineos Grenadiers          | + 14 s                    |
| 6e                        | David Gaudu               | France                    | Groupama-FDJ              | + 19 s                    |
| 7e                        | Enric Mas                 | Espagne                   | Movistar                  | + 21 s                    |
| 8e                        | Romain Bardet             | France                    | DSM                       | + 21 s                    |
| 9e                        | Adam Yates                | Grande-Bretagne           | Ineos Grenadiers          | + 29 s                    |
| 10e                       | Sepp Kuss                 | États-Unis                | Jumbo-Visma               | + 41 s                    |
| modifier                  |                           |                           |                           |                           |

### Bonifications en temps
|   | Coureur          | Pays     | Équipe            | Secondes |
| - | ---------------- | -------- | ----------------- | -------- |
| 1 | Tadej Pogačar    | Slovénie | UAE Team Emirates | 10 s     |
| 2 | Jonas Vingegaard | Danemark | Jumbo-Visma       | 6 s      |
| 3 | Primož Roglič    | Slovénie | Jumbo-Visma       | 4 s      |

### Points attribués
| Sprint intermédiaire Gérardmer (km 101,2) | Sprint intermédiaire Gérardmer (km 101,2) | Sprint intermédiaire Gérardmer (km 101,2) | Sprint intermédiaire Gérardmer (km 101,2) | Sprint intermédiaire Gérardmer (km 101,2) |
| ----------------------------------------- | ----------------------------------------- | ----------------------------------------- | ----------------------------------------- | ----------------------------------------- |
|                                           | Coureur                                   | Pays                                      | Équipe                                    | Point(s)                                  |
| 1er                                       | Mads Pedersen                             | Danemark                                  | Trek-Segafredo                            | 20                                        |
| 2e                                        | Simon Geschke                             | Allemagne                                 | Cofidis                                   | 17                                        |
| 3e                                        | Cyril Barthe                              | France                                    | B&B Hotels-KTM                            | 15                                        |
| 4e                                        | Imanol Erviti                             | Espagne                                   | Movistar                                  | 13                                        |
| 5e                                        | Luke Durbridge                            | Australie                                 | Team BikeExchange-Jayco                   | 11                                        |
| 6e                                        | Giulio Ciccone                            | Italie                                    | Trek-Segafredo                            | 10                                        |
| 7e                                        | Dylan Teuns                               | Belgique                                  | Bahrain Victorious                        | 9                                         |
| 8e                                        | Lennard Kämna                             | Allemagne                                 | Bora-Hansgrohe                            | 8                                         |
| 9e                                        | Maximilian Schachmann                     | Allemagne                                 | Bora-Hansgrohe                            | 7                                         |
| 10e                                       | Kasper Asgreen                            | Danemark                                  | Quick-Step Alpha Vinyl                    | 6                                         |
| 11e                                       | Wout van Aert                             | Belgique                                  | Jumbo-Visma                               | 5                                         |
| 12e                                       | Christophe Laporte                        | France                                    | Jumbo-Visma                               | 4                                         |
| 13e                                       | Fabio Jakobsen                            | Pays-Bas                                  | Quick-Step Alpha Vinyl                    | 3                                         |
| 14e                                       | Michael Mørkøv                            | Danemark                                  | Quick-Step Alpha Vinyl                    | 2                                         |
| 15e                                       | Florian Sénéchal                          | France                                    | Quick-Step Alpha Vinyl                    | 1                                         |
| modifier                                  |                                           |                                           |                                           |                                           |

| Arrivée d'étape La Super Planche des Belles Filles (km 176,3) | Arrivée d'étape La Super Planche des Belles Filles (km 176,3) | Arrivée d'étape La Super Planche des Belles Filles (km 176,3) | Arrivée d'étape La Super Planche des Belles Filles (km 176,3) | Arrivée d'étape La Super Planche des Belles Filles (km 176,3) |
| ------------------------------------------------------------- | ------------------------------------------------------------- | ------------------------------------------------------------- | ------------------------------------------------------------- | ------------------------------------------------------------- |
|                                                               | Coureur                                                       | Pays                                                          | Équipe                                                        | Point(s)                                                      |
| 1er                                                           | Tadej Pogačar                                                 | Slovénie                                                      | UAE Team Emirates                                             | 30                                                            |
| 2e                                                            | Jonas Vingegaard                                              | Danemark                                                      | Jumbo-Visma                                                   | 25                                                            |
| 3e                                                            | Primož Roglič                                                 | Slovénie                                                      | Jumbo-Visma                                                   | 22                                                            |
| 4e                                                            | Lennard Kämna                                                 | Allemagne                                                     | Bora-Hansgrohe                                                | 19                                                            |
| 5e                                                            | Geraint Thomas                                                | Grande-Bretagne                                               | Ineos Grenadiers                                              | 17                                                            |
| 6e                                                            | David Gaudu                                                   | France                                                        | Groupama-FDJ                                                  | 15                                                            |
| 7e                                                            | Enric Mas                                                     | Espagne                                                       | Movistar                                                      | 13                                                            |
| 8e                                                            | Romain Bardet                                                 | France                                                        | DSM                                                           | 11                                                            |
| 9e                                                            | Adam Yates                                                    | Grande-Bretagne                                               | Ineos Grenadiers                                              | 9                                                             |
| 10e                                                           | Sepp Kuss                                                     | États-Unis                                                    | Jumbo-Visma                                                   | 7                                                             |
| 11e                                                           | Daniel Martínez                                               | Colombie                                                      | Ineos Grenadiers                                              | 6                                                             |
| 12e                                                           | Rigoberto Urán                                                | Colombie                                                      | EF Education-EasyPost                                         | 5                                                             |
| 13e                                                           | Guillaume Martin                                              | France                                                        | Cofidis                                                       | 4                                                             |
| 14e                                                           | Tom Pidcock                                                   | Grande-Bretagne                                               | Ineos Grenadiers                                              | 3                                                             |
| 15e                                                           | Nairo Quintana                                                | Colombie                                                      | Arkéa-Samsic                                                  | 2                                                             |
| modifier                                                      |                                                               |                                                               |                                                               |                                                               |

### Cols et côtes
| Col de Grosse Pierre (km 107,7) 3e catégorie (3,1 km à 6,4 %) | Col de Grosse Pierre (km 107,7) 3e catégorie (3,1 km à 6,4 %) | Col de Grosse Pierre (km 107,7) 3e catégorie (3,1 km à 6,4 %) | Col de Grosse Pierre (km 107,7) 3e catégorie (3,1 km à 6,4 %) | Col de Grosse Pierre (km 107,7) 3e catégorie (3,1 km à 6,4 %) |
| ------------------------------------------------------------- | ------------------------------------------------------------- | ------------------------------------------------------------- | ------------------------------------------------------------- | ------------------------------------------------------------- |
|                                                               | Coureur                                                       | Pays                                                          | Équipe                                                        | Point(s)                                                      |
| 1er                                                           | Simon Geschke                                                 | Allemagne                                                     | Cofidis                                                       | 2                                                             |
| 2e                                                            | Lennard Kämna                                                 | Allemagne                                                     | Bora-Hansgrohe                                                | 1                                                             |
| modifier                                                      |                                                               |                                                               |                                                               |                                                               |

| Col des Croix (km 136,1) 3e catégorie (3,2 km à 6,3 %) | Col des Croix (km 136,1) 3e catégorie (3,2 km à 6,3 %) | Col des Croix (km 136,1) 3e catégorie (3,2 km à 6,3 %) | Col des Croix (km 136,1) 3e catégorie (3,2 km à 6,3 %) | Col des Croix (km 136,1) 3e catégorie (3,2 km à 6,3 %) |
| ------------------------------------------------------ | ------------------------------------------------------ | ------------------------------------------------------ | ------------------------------------------------------ | ------------------------------------------------------ |
|                                                        | Coureur                                                | Pays                                                   | Équipe                                                 | Point(s)                                               |
| 1er                                                    | Simon Geschke                                          | Allemagne                                              | Cofidis                                                | 2                                                      |
| 2e                                                     | Dylan Teuns                                            | Belgique                                               | Bahrain Victorious                                     | 1                                                      |
| modifier                                               |                                                        |                                                        |                                                        |                                                        |

| \| La Super Planche des Belles Filles (km 176,3) 1re catégorie (7,0 km à 8,7 %) \| La Super Planche des Belles Filles (km 176,3) 1re catégorie (7,0 km à 8,7 %) \| La Super Planche des Belles Filles (km 176,3) 1re catégorie (7,0 km à 8,7 %) \| La Super Planche des Belles Filles (km 176,3) 1re catégorie (7,0 km à 8,7 %) \| La Super Planche des Belles Filles (km 176,3) 1re catégorie (7,0 km à 8,7 %) \| \| ---------------------------------------------------------------------------- \| ---------------------------------------------------------------------------- \| ---------------------------------------------------------------------------- \| ---------------------------------------------------------------------------- \| ---------------------------------------------------------------------------- \| \| \| Coureur \| Pays \| Équipe \| Point(s) \| \| 1er \| Tadej Pogačar \| Slovénie \| UAE Team Emirates \| 10 \| \| 2e \| Jonas Vingegaard \| Danemark \| Jumbo-Visma \| 8 \| \| 3e \| Primož Roglič \| Slovénie \| Jumbo-Visma \| 6 \| \| 4e \| Lennard Kämna \| Allemagne \| Bora-Hansgrohe \| 4 \| \| 5e \| Geraint Thomas \| Grande-Bretagne \| Ineos Grenadiers \| 2 \| \| 6e \| David Gaudu \| France \| Groupama-FDJ \| 1 \| \| modifier \| \| \| \| \| |                  |                 |                   |          |
| La Super Planche des Belles Filles (km 176,3) 1re catégorie (7,0 km à 8,7 %) |                  |                 |                   |          |
| | Coureur          | Pays            | Équipe            | Point(s) |
| 1er | Tadej Pogačar    | Slovénie        | UAE Team Emirates | 10       |
| 2e | Jonas Vingegaard | Danemark        | Jumbo-Visma       | 8        |
| 3e | Primož Roglič    | Slovénie        | Jumbo-Visma       | 6        |
| 4e | Lennard Kämna    | Allemagne       | Bora-Hansgrohe    | 4        |
| 5e | Geraint Thomas   | Grande-Bretagne | Ineos Grenadiers  | 2        |
| 6e | David Gaudu      | France          | Groupama-FDJ      | 1        |
| modifier |                  |                 |                   |          |

### Prix de la combativité
- Simon Geschke (Cofidis)

## Classements à l'issue de l'étape

### Classement général
| Classement général | Classement général | Classement général | Classement général    | Classement général  |
|                    | Coureur            | Pays               | Équipe                | Temps               |
| ------------------ | ------------------ | ------------------ | --------------------- | ------------------- |
| 1er                | Tadej Pogačar      | Slovénie           | UAE Team Emirates     | en 24 h 43 min 14 s |
| 2e                 | Jonas Vingegaard   | Danemark           | Jumbo-Visma           | + 35 s              |
| 3e                 | Geraint Thomas     | Grande-Bretagne    | Ineos Grenadiers      | + 1 min 10 s        |
| 4e                 | Adam Yates         | Grande-Bretagne    | Ineos Grenadiers      | + 1 min 18 s        |
| 5e                 | David Gaudu        | France             | Groupama-FDJ          | + 1 min 31 s        |
| 6e                 | Romain Bardet      | France             | Team DSM              | + 1 min 32 s        |
| 7e                 | Tom Pidcock        | Grande-Bretagne    | Ineos Grenadiers      | + 1 min 35 s        |
| 8e                 | Neilson Powless    | États-Unis         | EF Education-EasyPost | + 1 min 37 s        |
| 9e                 | Enric Mas          | Espagne            | Movistar              | + 1 min 43 s        |
| 10e                | Daniel Martínez    | Colombie           | Ineos Grenadiers      | + 1 min 55 s        |
| modifier           |                    |                    |                       |                     |

| Classement par points | Classement par points | Classement par points | Classement par points   | Classement par points |
| --------------------- | --------------------- | --------------------- | ----------------------- | --------------------- |
|                       | Coureur               | Pays                  | Équipe                  | Point(s)              |
| 1er                   | Wout van Aert         | Belgique              | Jumbo-Visma             | 203 points            |
| 2e                    | Fabio Jakobsen        | Pays-Bas              | Quick-Step Alpha Vinyl  | 140 pts               |
| 3e                    | Tadej Pogačar         | Slovénie              | UAE Team Emirates       | 108 pts               |
| 4e                    | Jasper Philipsen      | Belgique              | Alpecin-Deceuninck      | 89 pts                |
| 5e                    | Christophe Laporte    | France                | Jumbo-Visma             | 87 pts                |
| 6e                    | Magnus Cort Nielsen   | Danemark              | EF Education-EasyPost   | 86 pts                |
| 7e                    | Peter Sagan           | Slovaquie             | TotalEnergies           | 86 pts                |
| 8e                    | Simon Clarke          | Australie             | Israel-Premier Tech     | 67 pts                |
| 9e                    | Dylan Groenewegen     | Pays-Bas              | Team BikeExchange-Jayco | 60 pts                |
| 10e                   | Mads Pedersen         | Danemark              | Trek-Segafredo          | 60 pts                |
| modifier              |                       |                       |                         |                       |

| Classement du meilleur grimpeur | Classement du meilleur grimpeur | Classement du meilleur grimpeur | Classement du meilleur grimpeur | Classement du meilleur grimpeur |
| ------------------------------- | ------------------------------- | ------------------------------- | ------------------------------- | ------------------------------- |
|                                 | Coureur                         | Pays                            | Équipe                          | Point(s)                        |
| 1er                             | Magnus Cort Nielsen             | Danemark                        | EF Education-EasyPost           | 11 points                       |
| 2e                              | Tadej Pogačar                   | Slovénie                        | UAE Team Emirates               | 10 pts                          |
| 3e                              | Jonas Vingegaard                | Danemark                        | Jumbo-Visma                     | 8 pts                           |
| 4e                              | Primož Roglič                   | Slovénie                        | Jumbo-Visma                     | 6 pts                           |
| 5e                              | Lennard Kämna                   | Allemagne                       | Bora-Hansgrohe                  | 5 pts                           |
| 6e                              | Simon Geschke                   | Allemagne                       | Cofidis                         | 4 pts                           |
| 7e                              | Alexis Vuillermoz               | France                          | TotalEnergies                   | 2 pts                           |
| 8e                              | Wout van Aert                   | Belgique                        | Jumbo-Visma                     | 2 pts                           |
| 9e                              | Geraint Thomas                  | Grande-Bretagne                 | Ineos Grenadiers                | 2 pts                           |
| 10e                             | David Gaudu                     | France                          | Groupama-FDJ                    | 2 pts                           |
| modifier                        |                                 |                                 |                                 |                                 |

| Classement général du meilleur jeune | Classement général du meilleur jeune | Classement général du meilleur jeune | Classement général du meilleur jeune | Classement général du meilleur jeune |
|                                      | Coureur                              | Pays                                 | Équipe                               | Temps                                |
| ------------------------------------ | ------------------------------------ | ------------------------------------ | ------------------------------------ | ------------------------------------ |
| 1er                                  | Tadej Pogačar                        | Slovénie                             | UAE Team Emirates                    | en 24 h 43 min 14 s                  |
| 2e                                   | Tom Pidcock                          | Grande-Bretagne                      | Ineos Grenadiers                     | + 1 min 35 s                         |
| 3e                                   | Brandon McNulty                      | États-Unis                           | UAE Team Emirates                    | + 6 min 28 s                         |
| 4e                                   | Andreas Leknessund                   | Norvège                              | Team DSM                             | + 10 min 59 s                        |
| 5e                                   | Matteo Jorgenson                     | États-Unis                           | Movistar                             | + 15 min 30 s                        |
| 6e                                   | Kevin Geniets                        | Luxembourg                           | Groupama-FDJ                         | + 18 min 10 s                        |
| 7e                                   | Jasper Philipsen                     | Belgique                             | Alpecin-Deceuninck                   | + 18 min 38 s                        |
| 8e                                   | Fred Wright                          | Grande-Bretagne                      | Bahrain Victorious                   | + 22 min 11 s                        |
| 9e                                   | Georg Zimmermann                     | Allemagne                            | Intermarché-Wanty-Gobert Matériaux   | + 24 min 50 s                        |
| 10e                                  | Luca Mozzato                         | Italie                               | B&B Hotels-KTM                       | + 27 min 15 s                        |
| modifier                             |                                      |                                      |                                      |                                      |

| Classement par équipes | Classement par équipes | Classement par équipes | Classement par équipes |
|                        | Équipe                 | Pays                   | Temps                  |
| ---------------------- | ---------------------- | ---------------------- | ---------------------- |
| 1re                    | Ineos Grenadiers       | Grande-Bretagne        | en 74 h 13 min 25 s    |
| 2e                     | Jumbo-Visma            | Pays-Bas               | + 26 s                 |
| 3e                     | EF Education-EasyPost  | États-Unis             | + 5 min 55 s           |
| 4e                     | Bora-Hansgrohe         | Allemagne              | + 6 min 20 s           |
| 5e                     | Groupama-FDJ           | France                 | + 7 min 38 s           |
| 6e                     | UAE Team Emirates      | Émirats arabes unis    | + 8 min 22 s           |
| 7e                     | Bahrain Victorious     | Bahreïn                | + 8 min 45 s           |
| 8e                     | Trek-Segafredo         | États-Unis             | + 12 min 35 s          |
| 9e                     | Arkéa-Samsic           | France                 | + 13 min 55 s          |
| 10e                    | Team DSM               | Pays-Bas               | + 14 min 26 s          |
| modifier               |                        |                        |                        |

## Abandons
Aucun abandon.